# Cape Spear
Cape Spear är en udde i Kanada.   Den ligger i provinsen Newfoundland och Labrador, i den östra delen av landet, 1 800 km öster om huvudstaden Ottawa. Udden är den punkt i Kanada och Nordamerika som ligger längst öster ut.
Terrängen inåt land är varierad. Havet är nära Cape Spear åt nordost. Trakten är tätbefolkad. Närmaste större samhälle är St. John's, 8,9 km nordväst om Cape Spear. 